# Hydrobiosis falcis
Hydrobiosis falcis là một loài Trichoptera trong họ Hydrobiosidae. Chúng phân bố ở miền Australasia.